# Spring Airlines
Spring Airlines est une Compagnie aérienne à bas prix chinoise, basée sur l'Aéroport international de Shanghai Hongqiao.

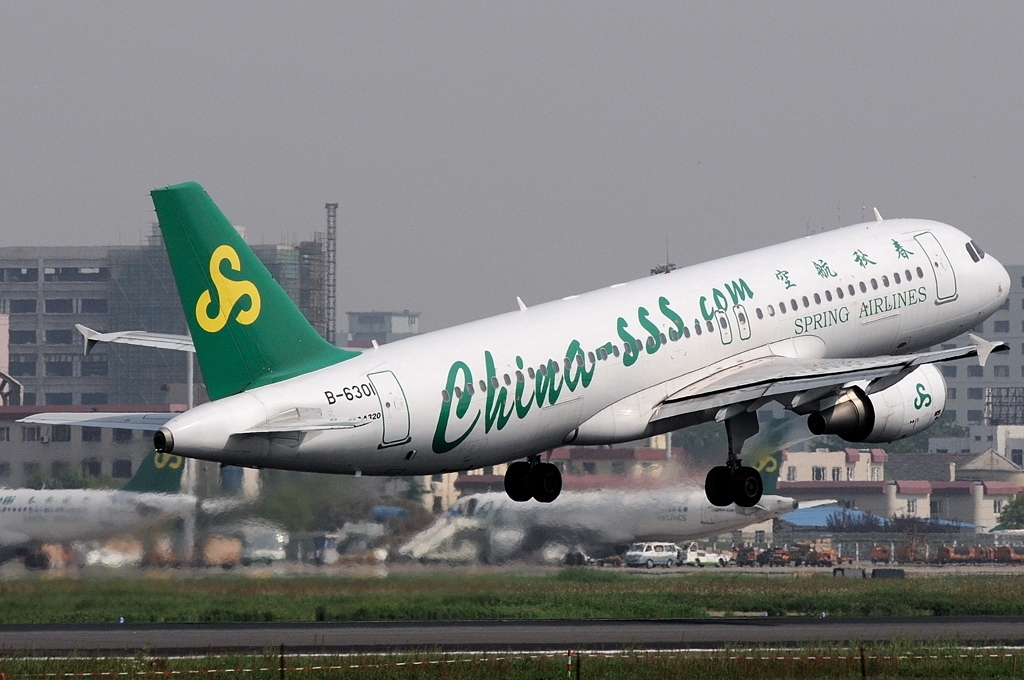
Airbus A320-214 de Spring Airlines

## Flotte

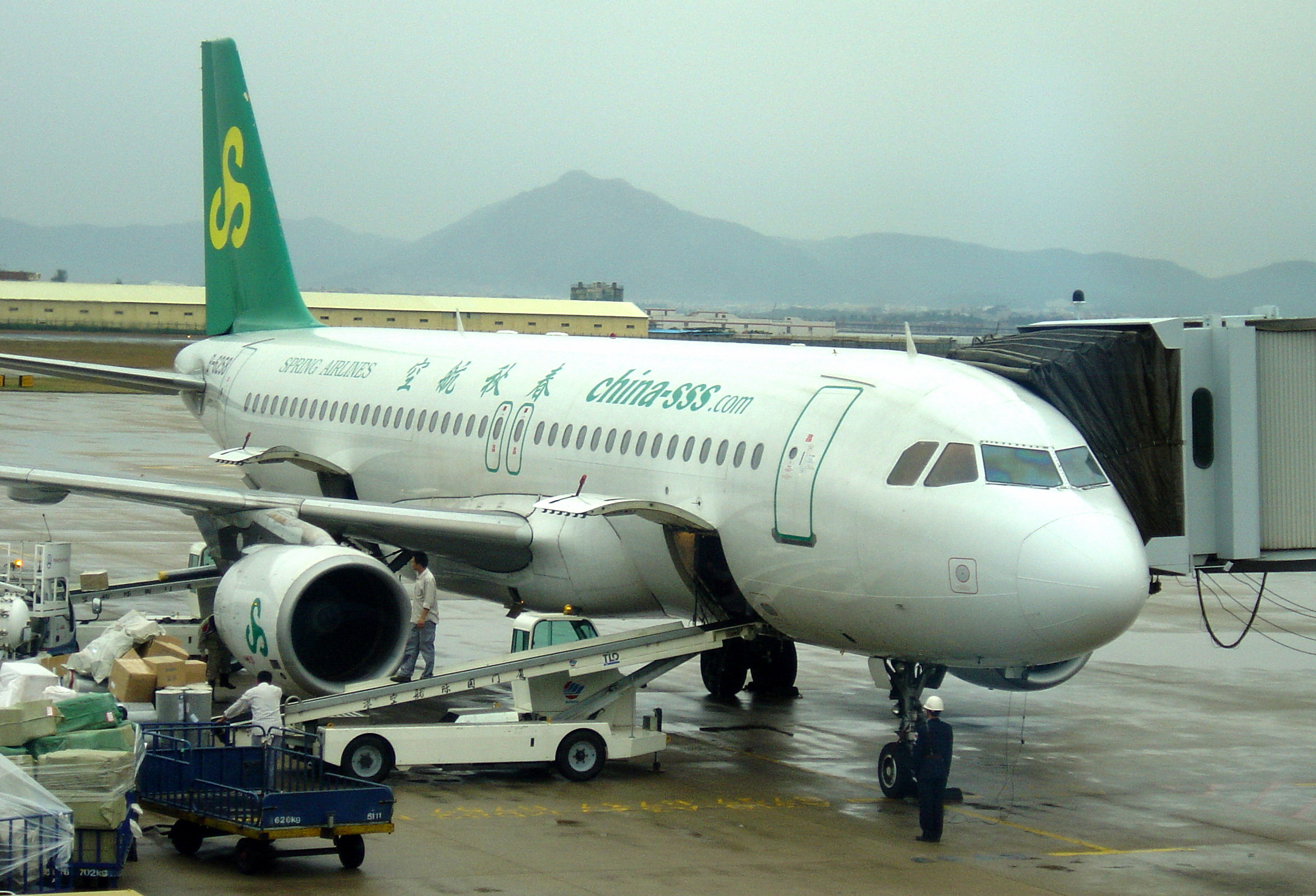
Airbus A320 de Spring Airlines sur l'aéroport international de Xiamen

En décembre 2015, la compagnie annonce qu'elle passe commande pour 45 Airbus A320 Neo et 15 Airbus A321 Neo pour un montant de 6.3 milliards d'euros. Les premières livraisons devraient s'effectuer en 2019.
En mars 2025, Spring Airlines exploite les appareils suivants
| Appareil        | En service | Commandes | Passagers | Notes |
| --------------- | ---------- | --------- | --------- | ----- |
| Airbus A320-200 | 80         | —         | 174       |       |
| Airbus A320-200 | 80         | —         | 180       |       |
| Airbus A320-200 | 80         | —         | 186       |       |
| Airbus A320neo  | 19         | 26        | 186       |       |
| Airbus A321neo  | 1          | 14        | 240       |       |
| Total           | 100        | 40        |           |       |

## Destinations
La compagnie Spring Airlines dessert des routes intérieures en Chine et internationales vers le Cambodge, la Malaisie, l'Indonésie, le Japon, la Thaïlande, Myanmar, Singapour, la Corée du sud et Taïwan.